# Дрлеж
45°32′ пн. ш. 17°08′ сх. д. / 45.54° пн. ш. 17.13° сх. д.
Дрлеж (хорв. Drlež) — населений пункт у Хорватії, у Б'єловарсько-Білогорській жупанії у складі громади Дежановаць.

## Населення
Населення за даними перепису 2011 року становило 17 осіб.
Динаміка чисельності населення поселення:
На 1991 рік 64,7 % мешканців (22 з 34) були чехами.